# Otto Wenzel (Journalist)

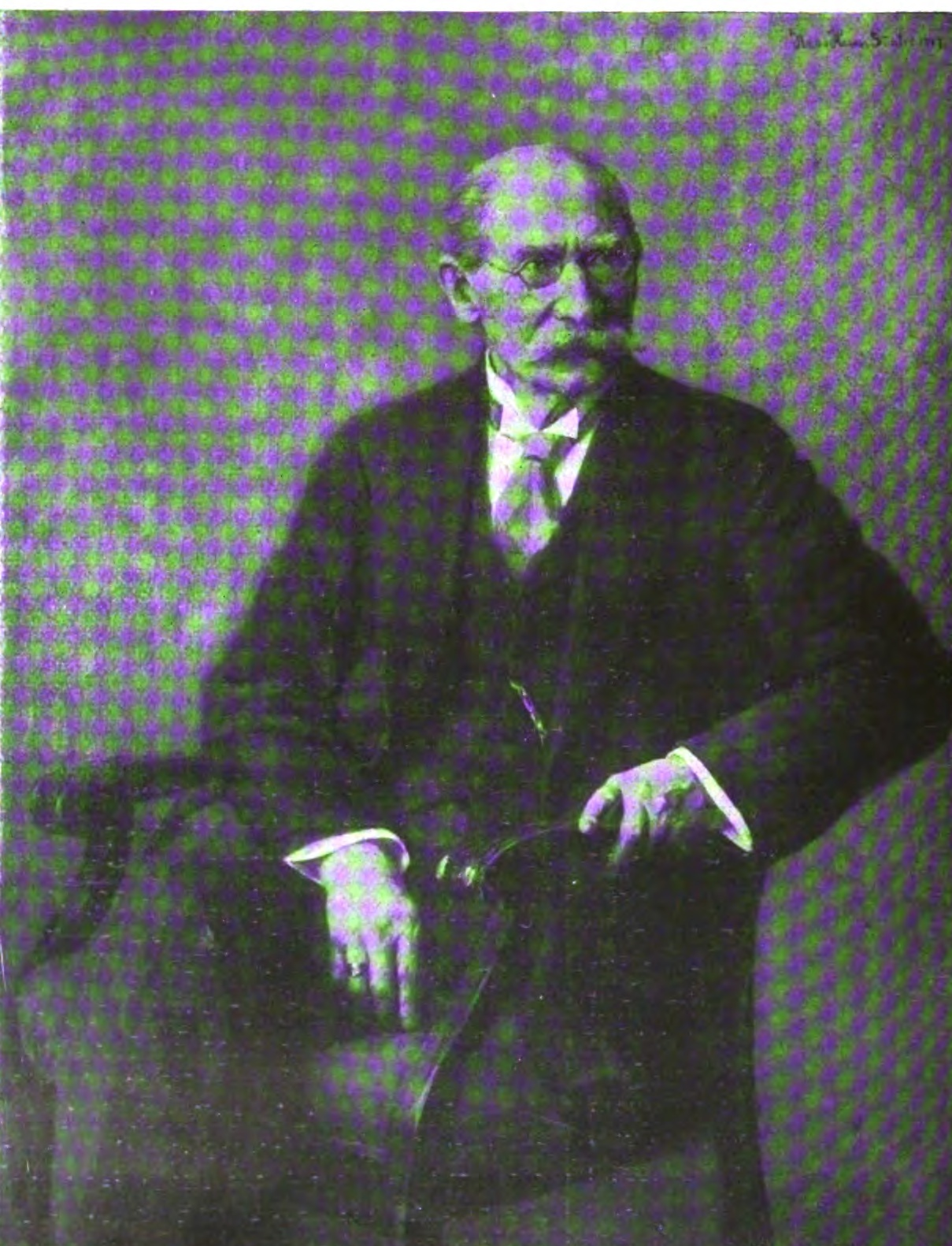
Bildnis Otto Wenzels aus Anlass einer Würdigung zum 80. Geburtstag in »Die chemische Industrie« 43.1920, S. 551

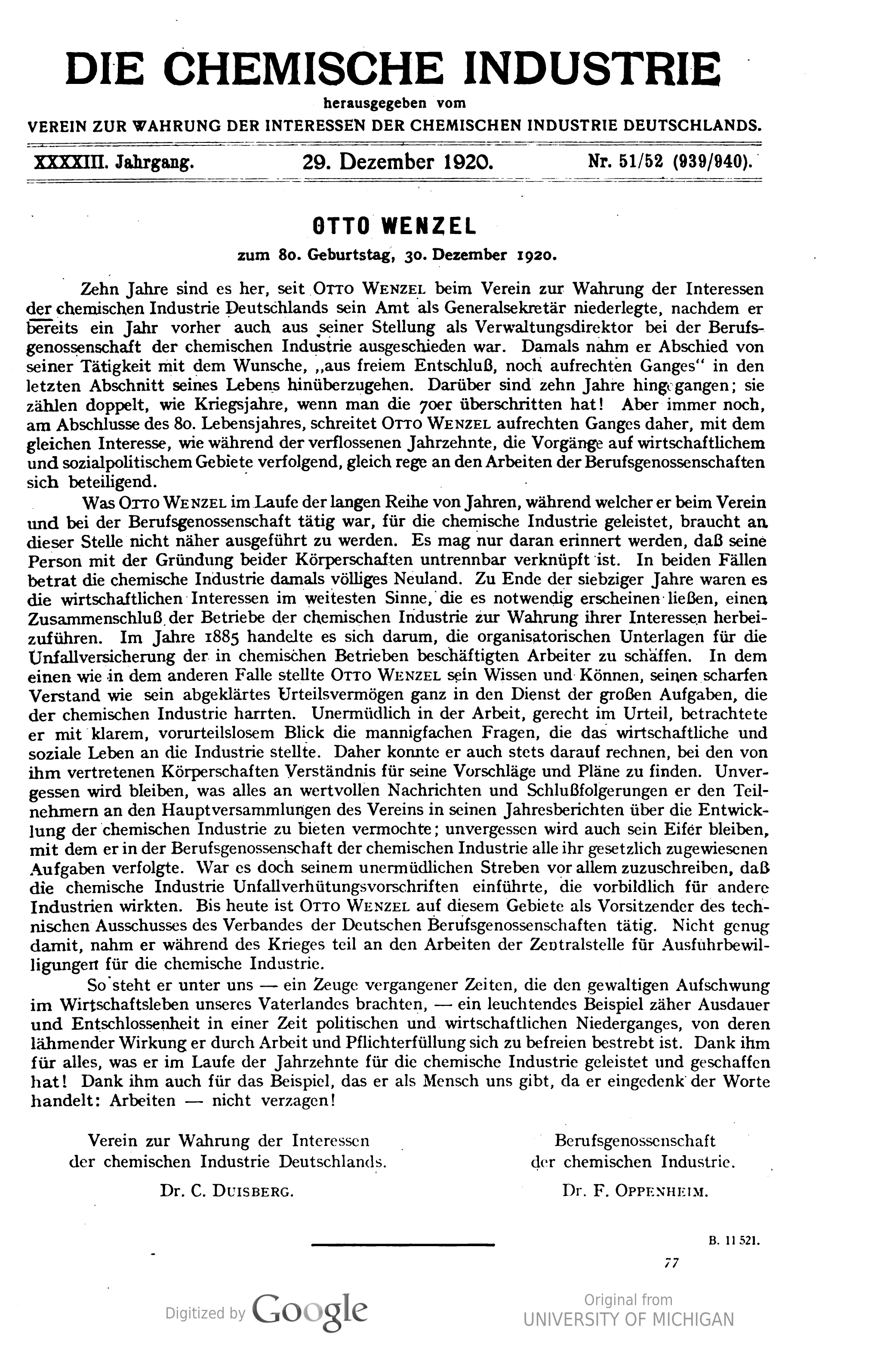
Würdigung Otto Wenzels als des Berufsgenossenschaftler und Verbandsengagierten des Verbandes zur Wahrnehmung der Interessen der chemischen Industrie zum 80. Geburtstag 1920

Otto Wenzel (* 30. Dezember 1840 in Crossen (Oder); † 7. Februar 1929 in Berlin-Friedenau) war Journalist, Genossenschaftsdirektor und wurde bekannt durch seine Beteiligung an der Einführung der „Allgemeinen Normal-Unfallverhütungsvorschriften“ in der deutschen Industrie.

## Lebensstationen
Nach dem Abitur in Sorau (Niederlausitz) studierte Wenzel ab dem Sommersemester 1860 Mathematik an der Universität Greifswald. Dort wurde er 1860 Mitglied der Greifswalder Burschenschaft Rugia. 1862 wechselte er an die Friedrich-Wilhelms Universität in Berlin und wurde dort 1862 Mitglied der Berliner Burschenschaft Arminia. 1865 wurde er Generalsekretär des Deutschen Journalistentages und war in der Redaktion der Zeitschrift Zukunft tätig. Gleichzeitig war er Parlamentskorrespondonent im Preußischen Landtag, im Norddeutschen Reichstag und im Zollparlament.
In die 1860er Jahre fällt auch seine Tätigkeit als stellvertretender Vorsitzender des Berliner Arbeitervereines. 1872 war Wenzel an der Gründung des Vereins für Socialpolitik beteiligt.
Den Krieg von 1870/71 erlebte er im Garde-Füsilier-Regiment. Nach dem Krieg wurde er 1871 Reichstagskorrespondent für die Spenersche Zeitung und nach deren Einstellung 1874 für die Hamburger Nachrichten. Von 1877 bis 1907 war er Generalsekretär des von ihm mit gegründeten Vereins zur Wahrung der Interessen der Chemischen Industrie. Daneben war er von 1881 bis 1884 wissenschaftlicher Hilfsarbeiter der Deutschen Bank Berlin, bei der er als Assistent von Georg von Siemens das statistische Büro leitete, und von 1882 bis 1887 Mitarbeiter am Brockhaus-Lexikon. Bei der Gründung der Berufsgenossenschaft der chemischen Industrie am 11. September 1885 wurde Wenzel als deren erster Direktor – mit Wirkung vom 1. Oktober 1885 – bis zu seinem Ruhestand 1908 in Berlin eingesetzt. Daneben war er von 1886 bis 1908 Chefredakteur der Zeitschrift Die Berufsgenossenschaft. Er war lange Jahre Schatzmeister des Vereins Berliner Presse und 1910 an der Gründung des Reichsverbands der deutschen Presse maßgeblich beteiligt. Im Ersten Weltkrieg meldete er sich zum Staatsdienst und war von Ende 1914 bis Anfang 1919 als Vertrauensmann der Zentrale für Auslandsbewilligungen chemischer Erzeugnisse. Im Jahre 1922 verlieh ihm die Philosophische Fakultät der Universität Greifswald den Ehrendoktor. Von 1910 bis zu seinem Tod war er Mitglied des Aufsichtsrates der Schering-Kahlbaum AG.

## Familie
Am 26. Oktober 1878 heiratete Otto Wenzel Ida Anna Clara Kruse. Nach dem Tod seiner ersten Frau im Jahre 1909 heiratete Wenzel ein zweites Mal am 14. Juni 1910 Johanna Marie Roggenbau, beiden Ehen entsprossen je drei Kinder.

## Verbandstätigkeiten (Zusammenfassung)
- Stellvertretender Vorsitzender des Berliner Arbeitervereines
- Generalsekretär des Deutschen Journalistentages
- Schatzmeister des Vereins Berliner Presse
- Mitgründer des Reichsverbands der Deutschen Presse
- Generalsekretär des Vereins zur Wahrung der Interessen der Chemischen Industrie
- Direktor der Berufsgenossenschaft der chemischen Industrie

## Veröffentlichungen (Auswahl)
- Die Löhne der chemischen Industrie, 1882.
- Die Berufsgenossenschaft (Redaktion), 1886–1908.
- Adreßbuch und Warenverzeichnis der chemischen Industrie des Deutschen Reichs (hrsg. von Otto Wenzel), Berlin: Mückenberger, 1.1888 – 11.1910.
- Wenzels Warenverzeichnis der chemischen Industrie des Deutschen Reiches (hrsg. von Wegner, Hermann), Berlin : Urban & Schwarzenberg 1940, 20. Aufl., 336 S.
- Wenzels Adreßbuch und Warenverzeichnis der Chemischen Industrie Bundesrepublik Deutschland und West-Berlin (Unter Mitarb. v. Gunnar Mückenberger / hrsg. v. Hermann Wegner), München u. Berlin: Urban & Schwarzenberg, 21. Aufl., 1953.
- Ein Beitrag zur Lebensgeschichte Heinrichs von Kleist, o. O. u. J.